# 毛茛状金莲花
毛茛状金莲花（学名：Trollius ranunculoides），为毛茛科金莲花属下的一个植物种。